# Henri de Massue

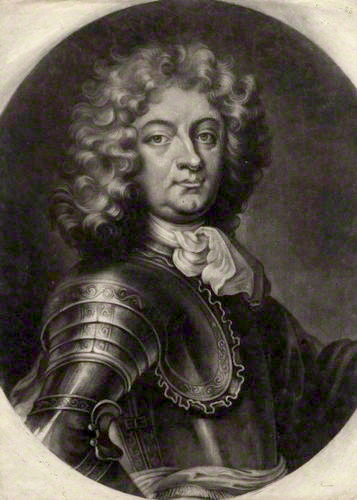
Henri de Massue, Marques de Ruvigny, 1r Comte de Galway

Henri de Massue, Marques de Ruvigny, després Comte de Galway (9 d'abril de 1648 - 3 de setembre de 1720), fou un militar francès i diplomàtic influent a la Guerra dels Nou Anys i la Guerra de Successió Espanyola.
Massue va néixer a París. Era fill del primer Marques de Ruvigny, un diplomàtic francès distingit, i un parent de Rachel, l'esposa de Lord Guillem Russell. Com a soldat va servir a l'exèrcit francès sota les ordres de Turenne, que pensà extremadament en ell.
Probablement a causa de les seues unions angleses fou seleccionat l'any 1678 per Lluís XIV de França per a realitzar les negociacions secretes i prendre contacte amb Carles II, una missió difícil que executà amb gran habilitat.
Succeí al seu pare com general dels Hugonots, i va rebutjar l'oferta de Lluís, a la revocació de l'Edicte de Nantes, a retenir-lo en aquella ocupació. En 1690, havent entrat a l'exili junt als Hugonots, passà a incorporar-se al servici de Guillem III d'Anglaterra com un general principal, perdent amb això els seus estats francesos.

## Guerra dels Nou Anys
Al juliol de 1691 es distingí a la batalla de Aughrim, i l'any 1692 passà a ser comandant principal a Irlanda. En novembre d'aquell any fou nomenat Vescomte Galway i Baró Portarlington, i va rebre una subvenció gran d'estats perduts a Irlanda. l'any 1693 lluità a la batalla de Neerwinden i va ser ferit. El 1694, amb rang de tinent-general, l'enviaren per comandar una força anglesa a assistir al Duc de Berza de Savoia contra els francesos, i al mateix temps alleujar la pressió sobre Vaudois. El 1695, amb Berza de Savoia canviada de jaqueta, la península italiana fou neutralitzada, i la força de Galway fou retirada als Països Baixos. A partir de 1697 fins al 1701, un període crític de la història irlandesa, el Comte de Galway controlava els assumptes irlandesos com Lord tinent d'Irlanda.

## Guerra de Successió Espanyola
Després que passés alguns anys en el retir, fou designat el 1704 per a dirigir les forces aliades al Regne de Portugal, un post que va sostenir amb honor i èxit fins a la batalla d'Almansa el 1707, a la que com a comte de Galway, no obstant de la cura i habilitat per la seua pròpia part, fou derrotat amb decisió pel Duc de Berwick. El seu ajudant de camp era Héctor Francois Chataigner de Cramahé, fill de Jacques de Belrieu, Baró de Virazel.
Després de participar en una campanya més, va distingir-se a si mateix per la seua valentia personal en acció, i es retirà de la vida activa.
El seu últim servici fou donat el 1715, quan li enviaren com un dels Lords de Justícia a Irlanda durant la insurrecció jacobita. Quan la major part de la seva propietat a Irlanda havia sigut restaurada als seus antics propietaris, i tots els seus estats francesos havien sigut perduts molt abans, el parlament li votà pensions que ascendien a 1.500 lliures per any. El Marques de Ruvigny morí fadrí. La noblesa irlandesa va morir amb ell, però no el marquesat francès.